# The Iceman
The Iceman è un film del 2012 scritto e diretto da Ariel Vromen, con protagonista Michael Shannon.
Il film tratta la storia vera del criminale statunitense Richard Kuklinski, uno tra i più feroci serial killer di tutti i tempi, spesso al servizio della mafia italo-americana, si contraddistingueva per i metodi brutali e sadici nell'uccidere e torturare le sue vittime. Il soprannome che gli venne dato dai media fu l'uomo di ghiaccio (the iceman) perché il primo cadavere a lui ricondotto era stato tenuto congelato per due anni in un frigorifero. Durante l'attività omicidiaria ha commesso tra 33 e 250 omicidi, nei dati della polizia è indicato 100+.

## Trama
Richard Kuklinski è un uomo dalla doppia vita, che mette su famiglia e la mantiene col ricavato dei delitti compiuti per un boss, inizialmente, poi in società con un altro killer che lavora soprattutto per le famiglie mafiose. Incontrato casualmente il nuovo socio, dopo essere stato dispensato dal proprio boss di riferimento, Roy Demeo, Kuklinski continua ad uccidere utilizzando il cianuro come nuovo metodo nei casi in cui non si deve pensare ad un omicidio. Dopo aver ucciso un boss che non vuole saldare un incarico con i 50.000 dollari pattuiti ed il suo socio, che ritiene colpevole dell'investimento di una delle sue figlie, Kuklinski viene arrestato grazie ad un infiltrato della polizia che cerca da tempo prove per incriminarlo. In carcere con condanna per due ergastoli resterà fino all'ultimo dei suoi giorni.

## Produzione
Il progetto, entrato in fase di produzione il 14 dicembre 2011 con l'inizio delle riprese, è stato completato il 4 febbraio 2012.

### Cast
James Franco era stato scritturato per il ruolo di Robert Pronge, in seguito assegnato a Chris Evans. Poco dopo però Franco torna nel progetto nel ruolo minore di Marty. Benicio del Toro era stato scelto per il ruolo di Roy Demeo, andato infine a Ray Liotta. Maggie Gyllenhaal, entrata nel cast col ruolo di Deborah Kuklinski, fu costretta ad abbandonare il progetto a causa della gravidanza, così fu sostituita da Winona Ryder. Prima dell'avvio della produzione, il regista Ariel Vromen girò alcune scene di prova con Michael Shannon nel ruolo di Richard Kuklinski e l'attore Michael Wincott nel ruolo di Robert Pronge. Successivamente Shannon fu tenuto nel ruolo mentre Wincott fu scartato.

### Budget
Il budget del film è stato di circa 10 milioni di dollari.

### Riprese
Le riprese del film sono iniziate il 14 dicembre 2011 e sono terminate il 28 gennaio 2012.

### Location
I luoghi delle riprese si trovano tutti negli Stati Uniti d'America, di preciso a New York, Shreveport e Los Angeles.

## Promozione
Il primo trailer è uscito online il 30 agosto 2012.

## Distribuzione
Il film è stato presentato, nel 2012, fuori concorso alla 69ª Mostra internazionale d'arte cinematografica di Venezia ed al Toronto International Film Festival.
La pellicola è stata distribuita nelle sale cinematografiche statunitensi a partire dal 3 maggio 2013, mentre in Italia dal 5 febbraio 2015, a cura di Barter Multimedia.

## Riconoscimenti
- 2012 - Capri, Hollywood
  - Miglior regista emergente a Ariel Vromen
- 2013 - Newport Beach Film Festival
  - Miglior attore a Michael Shannon